# Blabicentrus hirsutulus
Blabicentrus hirsutulus är en skalbaggsart som beskrevs av Bates 1866. Blabicentrus hirsutulus ingår i släktet Blabicentrus och familjen långhorningar. Inga underarter finns listade.